# Мелмор (Охајо)
Мелмор (енгл. Melmore) насељено је место без административног статуса у америчкој савезној држави Охајо.

## Демографија
По попису из 2010. године број становника је 153.
| Група             | 2000.    | 2010.       |
| Белци             | 0 (0,0%) | 147 (96,1%) |
| Афроамериканци    | 0 (0,0%) | 0 (0,0%)    |
| Азијати           | 0 (0,0%) | 2 (1,3%)    |
| Хиспаноамериканци | 0 (0,0%) | 2 (1,3%)    |
| Укупно            | 0        | 153         |